# 진 후혜공
진혜공은 진나라의 군주이다. 진간공의 아들이다. 회공의 태자 소자가 죽자 그 아들 영공이 섰는데, 10년 만에 죽었다. 아들인 사습이 잇지 못하고 쫓겨나 위나라로 갔고, 대신 영공의 숙부 간공이 섰다. 혜공이 죽고 출공이 서자 사습이 귀환하여 출공을 죽이고 권력을 찬탈하였다.